# Бургињон ле ла Шарите
Бургињон ле ла Шарите (фр. Bourguignon-lès-la-Charité) насеље је и општина у источној Француској у региону Франш-Конте, у департману Горња Саона која припада префектури Везул.
По подацима из 2011. године у општини је живело 135 становника, а густина насељености је износила 31,76 становника/km². Општина се простире на површини од 4,25 km². Налази се на средњој надморској висини од 227 метара (максималној 251 m, а минималној 221 m).

## Демографија
| 1962. | 1968. | 1975. | 1982. | 1990. | 1999. | 2011. |
| ----- | ----- | ----- | ----- | ----- | ----- | ----- |
| 122   | 128   | 119   | 125   | 114   | 126   | 135   |

График промене броја становника у току последњих година